# Weihwasserbecken St-Seurin (Bordeaux)

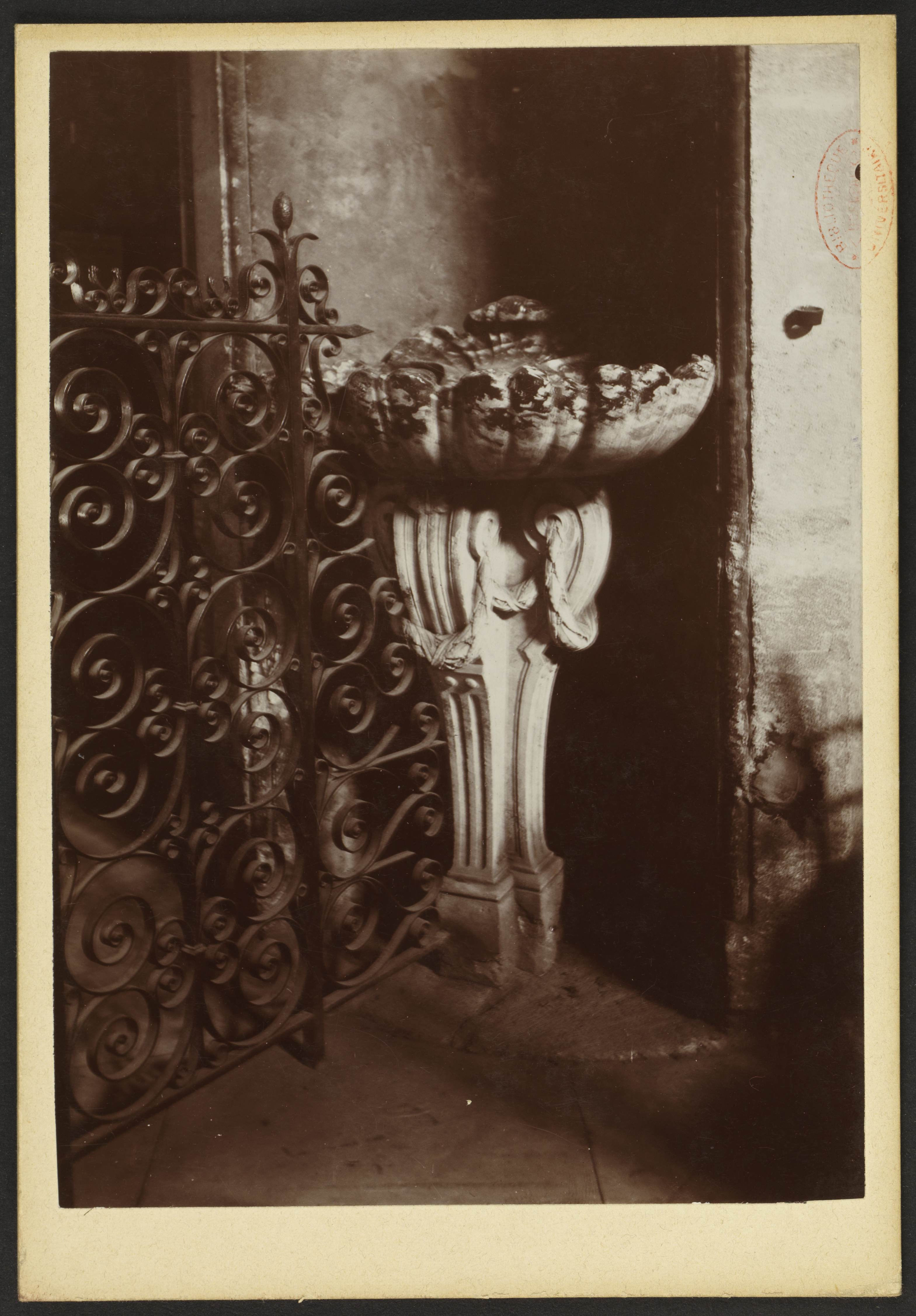
Weihwasserbecken in Bordeaux (Foto von Jean-Auguste Brutails, um 1900)

Die zwei Weihwasserbecken in der  Basilika Saint-Seurin in Bordeaux, einer französischen Stadt im Département Gironde der Region Nouvelle-Aquitaine, wurden im 17. oder 18. Jahrhundert geschaffen. Im Jahr 1971 wurden die barocken Weihwasserbecken als Monument historique in die Liste der denkmalgeschützten Objekte (Base Palissy) in Frankreich aufgenommen.
Die 1,20 Meter hohen Weihwasserbecken aus Marmor bestehen aus einer oktogonalen Basis mit daraufstehendem Pfeiler, der nach oben breiter wird und mit Girlanden geschmückt ist. Das runde Becken ist godroniert.